# 고르고 (영화)
고르고(Gorgo)는 영국에서 제작된 유진 로리 감독의 1961년 SF 영화이다. 빌 트래버스 등이 주연으로 출연하였다.

## 출연

### 주연
- 빌 트래버스
- 윌리엄 실베스터

### 조연
- 빈센트 윈터
- 크리스토퍼 로즈
- 조셉 오코너
- 브루스 세톤
- 마틴 벤슨
- 모리스 카우프먼
- 바질 디냠
- 베리 키건
- 하워드 랭